# King’s Cup (Fußball) 2010
Der King’s Cup 2010 (thailändisch คิงส์คัพ 2010) war die 40. Austragung eines Fußballwettbewerbs in Thailand. Ausgetragen und organisiert wurde der Wettbewerb vom thailändischen Fußballverband.

## Teilnehmende Mannschaften
| Mannschaft | Nationaler Verband                | Regionaler Verband | Kontinentalverband |
| ---------- | --------------------------------- | ------------------ | ------------------ |
| Thailand   | Football Association of Thailand  | AFF                | AFC                |
| Polen      | Polski Związek Piłki Nożnej       |                    | UEFA               |
| Dänemark   | Dansk Boldspil-Union              |                    | UEFA               |
| Singapur   | Football Association of Singapore | AFF                | AFC                |

## Modus
Jede Mannschaft tritt in einer Einfachrunde gegen die anderen teilnehmenden Mannschaften an. Jede Mannschaft bestreitet drei Spiele. Es wird nach der 3-Punkte-Regel gespielt (drei Punkte pro Sieg, ein Punkt pro Unentschieden).

## Austragungsort
Alle Spiele fanden in Nakhon Ratchasima im 20.000 Zuschauer fassenden 80th Birthday Stadium statt.

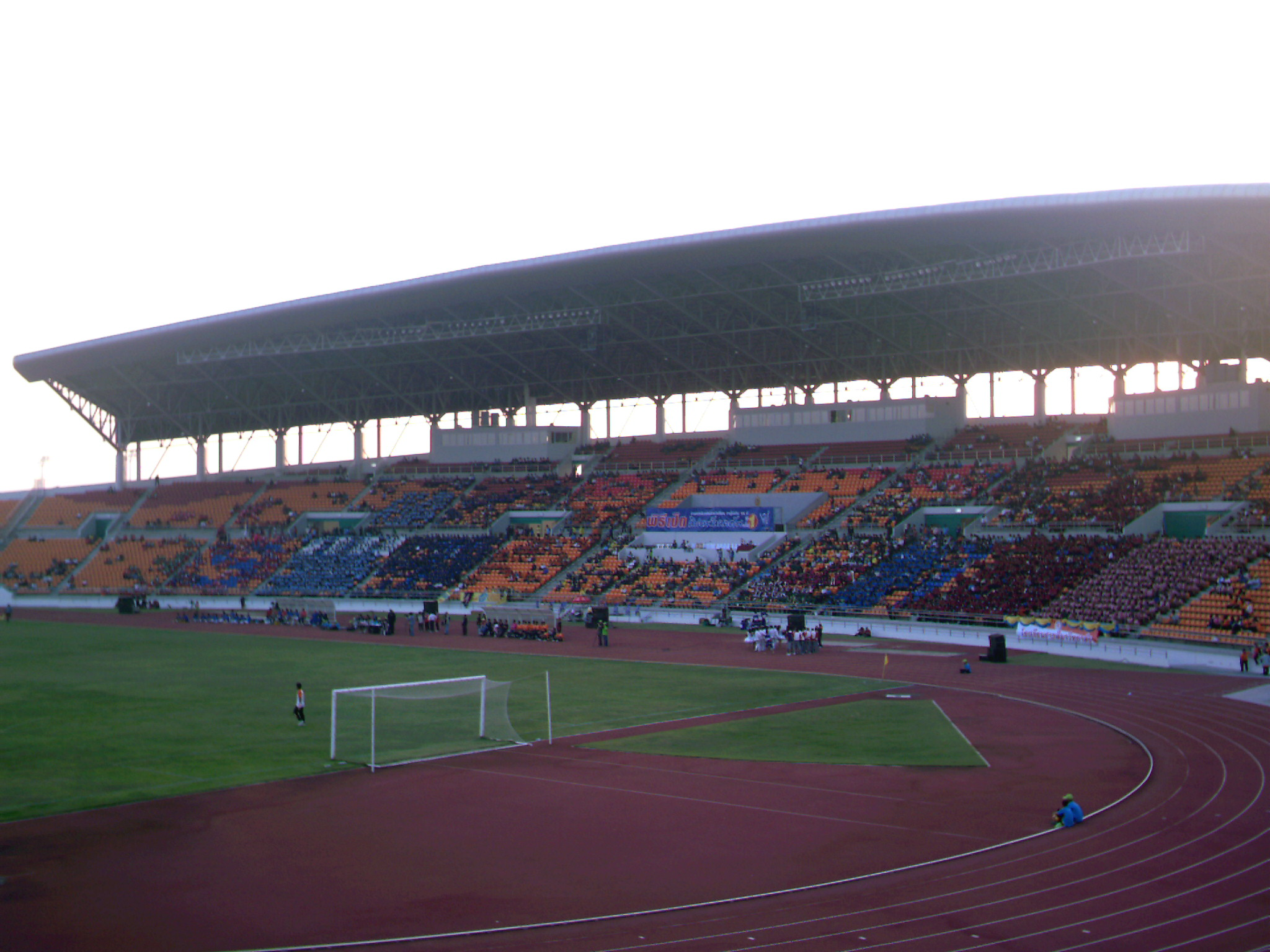
80th Birthday Stadium

## Tabelle
| Pl. | Verein   | Sp. | S | U | N | Tore    | Diff. | Punkte |
| --- | -------- | --- | - | - | - | ------- | ----- | ------ |
| 1.  | Dänemark | 3   | 3 | 0 | 0 | 011:200 | +9    | 09     |
| 2.  | Polen    | 3   | 2 | 0 | 1 | 010:500 | +5    | 06     |
| 3.  | Thailand | 3   | 1 | 0 | 2 | 002:600 | −4    | 03     |
| 4.  | Singapur | 3   | 0 | 0 | 3 | 002:120 | −10   | 0      |

## Spiele
| Datum                         |          | Ergebnis |          |
| ----------------------------- | -------- | -------- | -------- |
| 17. Januar 2010 um 16:00 Uhr  | Dänemark | 3:1      | Polen    |
| 17. Januar 2010 um 18:30 Uhr  | Thailand | 1:0      | Singapur |
| 20. Januar 2010 um 16:00 Uhr  | Singapur | 1:5      | Dänemark |
| 20. Januar 2010 um 18:30 Uhrr | Polen    | 3:1      | Thailand |
| 23. Januar 2010 um 16:00 Uhr  | Polen    | 6:1      | Singapur |
| 23. Januar 2010 um 18:45 Uhr  | Thailand | 0:3      | Dänemark |

## Platzierung
| Platz    | Mannschaft |
| -------- | ---------- |
| 1. Platz | Dänemark   |
| 2. Platz | Polen      |
| 3. Platz | Thailand   |
| 4. Platz | Singapur   |